# Mihály Szabó
Mihály Szabó (ur. 22 listopada 1988) – węgierski zapaśnik walczący w stylu wolnym. Zajął jedenaste miejsce na mistrzostwach Europy w 2019. Piętnasty na igrzyskach europejskich w 2019. Brązowy medal na akademickich MŚ w 2014. Plażowy mistrz świata w 2012 roku.